# Škoda Rapid (2012)
Škoda Rapid — автомобили чешского производителя Škoda Auto. Ранее такое название носили модели компании, дебютировавшие в 1935 и 1984 годах. В настоящее время имя Rapid используется для трёх отдельных семейств: 5-дверный лифтбек присутствует только на рынке России (до 2019 года лифтбек и хетчбэк (Rapid Spaceback) были представлены в большинстве стран Европы), 4-дверный седан и хетчбэк (Rapid Spaceback) на той же платформе Volkswagen Group New A05+ (PQ25) — производятся и продаются исключительно в Китае, а 4-дверный седан, базирующийся на другой версии платформы концерна Volkswagen — известен только на индийском рынке.
Предвестники модели были представлены в виде концепт-каров Vision D и MissionL, на Женевском автослоне-2011 и Франкфуртском автосалоне-2011, соответственно. В апреле 2012 года на Пекинском автосалоне, был показан предсерийный прототип лифтбека, а его окончательная серийная версия продемонстрирована в сентябре 2012 года на Парижском автосалоне. Перед запуском модели в серию головной завод Škoda Auto в Млада-Болеславе прошёл модернизацию, после расширения заводских цехов производственная линия выросла почти на треть. Продажи начались в конце 2012 года в Европе, в 2013 году в Китае,  в 2014 году в России. На Франкфуртском автосалоне 2013 года состоялась премьера хетчбэка, с укороченной длиной кузова, получившего название Rapid Spaceback.
В модельном ряду Škoda семейство занимает место между Fabia и Octavia, в момент своего дебюта Rapid фактически заменил на ряде рынков модель Octavia Tour, выпуск которой был прекращен в 2011 году. С 2019 года преемником модели Rapid в Западной Европе стала Škoda Scala. В то же время, на рынках России и Китая продолжит присутствие модернизированная версия модели Rapid, пользующаяся высоким спросом (самая популярная Škoda в РФ, входящая в топ-15 самых продаваемых моделей в стране).

## Дизайн и оснащение
Лифтбек Rapid (Typ NH3) стал первой моделью Škoda, в которой полностью реализовался новый дизайнерский язык бренда, разработанный Йозефом Кабаном, бывшим главным дизайнером компании в 2008-2017 годах. Габариты (длина: 4483 мм; ширина: 1706 мм; высота: 1461 мм) были близки к Octavia Tour (длина: 4572 мм; ширина: 1762 мм; высота: 1462 мм), на замену которой фактически пришла новинка. При этом Rapid предложил больше места для задних пассажиров, благодаря более длинной колесной базе (2602 мм против 2578 мм). Несмотря на увеличение внутреннего пространства салона, при уменьшении внешних размеров, объём багажного отделения снизился всего на 35 литров (550 л против 585 л). При сложенных задних сиденьях размер багажника увеличивается до 1490 литров, что является рекордным показателем по сравнению с прямыми конкурентами. Полезная нагрузка осталась такой же, как в Octavia Tour (535 кг с водителем).
В основу «Рапида» легла платформа Volkswagen Group A05 (PQ25) от седана Volkswagen Polo, которой удлинили колёсную базу, расширили колею, взяли иные модули подвесок, от других моделей Škoda: передние стойки McPherson с нижними А-образными рычагами — от Fabia, заднюю торсионную балку — от Octavia. При этом, вся конструкция была усилена и адаптирована под более тяжёлые моторы и большую общую массу.
В линейку силовых агрегатов Rapid входят несколько бензиновых и дизельных двигателей различной мощности, среди них есть соответствующие как стандартам Евро-5, так и стандартам Евро-6 (с 2015 года). Выбор трансмиссий состоит из 5- или 6-ступенчатых механических коробок передач, 7-ступенчатой роботизированной DSG и 6-ступенчатой гидромеханической автоматической КПП. Привод у всех модификаций — только на передние колёса. Подбор агрегатов отличается в различных регионах присутствия. Так, в Западной Европе никогда не были представлены версии с «классическим автоматом», присутствующие на российском рынке, а в России не были доступны дизельные варианты, присутствовавшие на рынках некоторых других стран.
Оснащение модели также отличается на разных рынках. Например, при начале продаж «Рапида», ESС (Электронная система контроля устойчивости) (включающая противобуксовочную систему) в одних странах входила в стандартное оснащение базовой модели, а в других — являлась опцией. В список дополнительного оборудования с самого начала входили: до шести подушек безопасности (фронтальные и боковые для водителя и пассажира, плюс шторные подушки безопасности), датчик давления воздуха в шинах, климат-контроль, круиз-контроль, охлаждаемый перчаточный ящик, противотуманные фары с функцией освещения поворотов, задний парктроник, система, обеспечивающая безопасный старт на крутых склонах, медиасистема с 5-дюймовым дисплеем и «навигацией». Версии Green Tec оснащались системами Start-Stop и рекуперации энергии, выделяющейся на торможении. Также модель получила целый ряд фирменных «Простых гениальных решений» (Simply Clever), приятных мелочей, которые помогают в различных повседневных ситуациях. Например, скребок для льда располагается за лючком топливного бака и может служить увеличительным стеклом, лоток под сиденьем водителя для хранения аварийного жилета, двусторонний коврик (ворс/резина) в багажнике, кармашки как в спинках передних кресел, так и на их торце, и др..
Уже летом 2013-го прошла первая модернизация лифтбека. Появились рулевые колёса нового дизайна и иные отделочные материалы в салоне, электрогидравлический усилитель руля уступил место полностью электрическому, в качестве опции стали предлагать ксеноновые фары ближнего света. В это же время начался выпуск хетчбэка Rapid Spaceback, получившего кузов меньшей длины по сравнению с лифтбеком, при неизменной колёсной базе. Задний свес был укорочен на 179 мм, чтобы зрительно придать дизайну кузова более динамичную форму. Внутреннее пространство пассажирского салона при этом никак не изменилось, но объём багажника под полкой сократился с 550 до 415 литров (со сложенным задним диваном — 1380 литра вместо 1490). Небольшие корректировки были внесены в настройки подвески. С точки зрения дополнительного оснащения, отличительной особенностью «Спейсбэка» стала возможность установки опционной панорамной стеклянной крыши, недоступной для лифтбека. Rapid Spaceback был представлен в Европе и Китае, но не вышел на рынок России.
Следующая модернизация семейства Škoda Rapid прошла в 2015 году. Главные изменения были связаны с появлением двигателей нового поколения, бензиновых EA211, которые пришли на замену прежним EA111 и дизельных EA288 вместо EA189. Силовые агрегаты новой серии стали немного мощнее и экологичнее (теперь они могли соответствовать как стандартам Евро-5, так и Евро-6, в зависимости от рынка продаж). Вместе с тем, был исключён из гаммы самый маломощный бензиновый силовой агрегат — 3-цилиндровый атмосферный 1.2 MPI (75 л.с.), вместо которого базовым на европейском рынке стал 3-цилиндровый тубомотор 1.0 TSI (95 л.с.), а на российском — атмосферный 4-цилиндровый 1.6 MPI (90 л.с.). Список опций дополнили: противотуманные фары со светодиодными ходовыми огнями и функцией освещения поворотов, помощник стабилизации прицепа (расширение функционала ESС), датчик усталости водителя, передний парктроник. Хетчбэк Rapid Spaceback получил версию ScoutLine с защитными пластиковыми панелями вдоль нижней части кузова и колёсных арок.
Весной 2016 был продемонстрирован концепт спортивного трёхдверного купе Škoda Atero, созданного студентами Университета Škoda Auto на базе хетчбэка Rapid Spaceback.

### Рестайлинг 2017 года
Первый рестайлинг модели был проведён в 2017 году. Внешне и внутренне модель изменилась не сильно: поменялась форма передней и задней светотехники (включая противотуманные фары), дизайн бамперов и радиаторной решётки. В интерьере — все двери получили новые внутренние панели, изменилась форма дефлекторов воздуховодов, приборная панель и блок управления кондиционером. Расширился список оснащения, на заказ стали доступны: система автоматического торможения (только на европейском рынке), биксеноновые фары со встроенными светодиодными ходовыми огнями, автоматической системой переключения с дальнего света на ближний и омывателем, задние фонари со светодиодными секциями, камера заднего вида с омывателем, фоновая подсветка салона, бесключевой доступ KESSY (открывание дверей и запуск двигателя), датчик света, электрообогрев лобового стекла и задних сидений, новые мультимедиа-комплексы, позволяющими пользоваться приложениями с мобильных телефонов и других портативных устройств, с увеличенной до 6,5 дюймов диагональю экрана, два дополнительных USB-порта для задних пассажиров. На российском рынке все версии получили систему экстренного реагирования при авариях «ЭРА-ГЛОНАСС».

### Рестайлинг 2020 модельного года
В декабре 2019 года в Санкт-Петербурге был представлен европейский Rapid 2020 модельного года, который теперь предназначен исключительно для российского рынка. На этот раз изменения оказались настолько масштабными, что модель даже стали именовать «новый Rapid», а журналисты на всякий случай уточняют, что платформа осталась прежней. Он получил совершенно иное оформление передней и задней части кузова, в актуальном фирменном стиле Škoda, ранее реализованном в модели Scala, с резко очерченными гранями, ниспадающей линией капота, передними фарами стреловидной формы. Головная оптика во всех версиях имеет светодиодные дневные ходовые огни и ближний свет, а в топовых исполнениях передние фары полностью светодиодные. Шестиугольная решётка радиатора увеличилась в размерах, передний бампер получил широкие ячеистые прорези и новые «противотуманки». Совершенно иными стали задний бампер и зауженные L-образные задние фонари «заезжающие» на заднюю дверь, в них ещё сильнее подчёркнута тема идеи «кристалличности», которая прослеживались и раньше в виде острых граней («под богемский хрусталь»). Таким образом производитель подчёркивает влияние на дизайн чешского искусства огранки стекла. На самой задней двери вместо логотипа появилась крупная надпись ŠKODA, ещё один знак нового языка дизайна чешского бренда. Базовый размер дисков колёс теперь 15 дюймов, вместо прежних 14-ти. Интерьер также решён в новом стиле марки, уже опробованным в «Скале». Теперь в верхней части передней панели размещается монитор мультимедийной системы, диагональю 6,5 или 8 дюймов (в зависимости от комплектации). Панель приборов может быть полностью цифровой. Список опций дополнили: расширенная подсветка салона, подогрев руля, системы мониторинга дистанции перед машиной и предупреждения о столкновении Front Assist.
Параллельно, в декабре 2019 года, состоялся показ обновленных седана Rapid и хетчбэка Rapid Spaceback 2020 модельного года в Китае, для местного рынка. В июне 2020 года начался выпуск нового поколения Volkswagen Polo для российского рынка, новый лифтбек пришёл на смену седану с аналогичным названием, и поступил в продажу летом. Он разрабатывался одновременно с Škoda Rapid 2020 модельного года, и фактически является его близнецом, созданным на той же платформе Volkswagen Group New A05+ (PQ25). Модели имеют схожие габариты кузова, множество одинаковых узлов, агрегатов, позиций оснащения.

## В России
На рынке Российской Федерации всегда были представлены Škoda Rapid только местной сборки и исключительно с кузовом лифтбек. Производство полного цикла началось на заводе Volkswagen Group в технопарке «Грабцево» (город Калуга) 28 февраля 2014 года. На заводе проходят процессы сварки, двойной грунтовки, покраски, антикоррозийной обработки горячим воском (по фирменной технологии концерна Volkswagen, которая позволяет давать гарантию 12 лет от сквозной коррозии), устанавливаются двигатель, коробка передач, другие узлы и агрегаты, вклеиваются стекла, монтируются детали интерьера, навесные кузовные панели.
Модель для рынка РФ всегда оснащалась только бензиновыми двигателями. Первоначально это были атмосферные 1,2 MPI (75 л. с., с 5-ступенчатой МКПП) и 1,6 MPI (105 л. с., с 5-ступенчатой МКПП или 6-ступенчатой АКПП), плюс турбированный 1,4 TSI (122 л. с., с 7-ступенчатой роботизированной DSG). В 2015 году гамма двигателей обновилась. 1,2 MPI перестал использоваться, вместо моторов серии EA111 (1,6-литрового MPI (105 л.с.) и 1,4-литрового TSI (122 л.с.)) под капотом разместились силовые агрегаты серии EA211 (1,6-литровые MPI (90 и 110 л.с.) и 1,4-литровый TSI (125 л.с.)), которые стали отвечать экологическому стандарту Евро-5 вместо Евро-4. В сентябре 2015-го производство 1,6-литровых двигателей EA211 было налажено в России, на калужском заводе Volkswagen Group Rus, ими стали оснащать широкую гамму моделей концерна Volkswagen AG, включая «Рапиды» российского производства. В стандартную комплектацию всех российских комплектаций Rapid вошла система поддержания курсовой устойчивости (ESС). Список опционального оборудования дополнили ассистент стабилизации прицепа (TSA, как расширение функционала ESС) и система предотвращения повторных столкновений после аварии (MCB), датчик усталости водителя, подающий предупреждающий звуковой сигнал в случае распознавания признаков утомления, светодиодные дневные ходовые огни, система бесключевого доступа и запуска двигателя KESSY, новые мультимедийные системы. Летом 2017 года завод в Калуге перешёл на выпуск рестайлинговой версии. Все машины получили систему экстренного реагирования при авариях «ЭРА-ГЛОНАСС». По-прежнему, особенностью российских версий являлась подвеска с увеличенным на 10 мм дорожным просветом, по сравнению с европейской, а заводская гарантия увеличилась до трёх лет.
Рестайлинг европейской версии 2020 модельного года и вовсе был проведён фактически специально для рынка России. В связи с тем, что в Западной Европе на смену «Рапиду» пришёл более дорогой хетчбэк Škoda Scala, базирующийся на платформе Volkswagen Group MQB, а для российского рынка больший интерес представляет существенно модернизированная версия лифтбека Rapid, как имеющий более привлекательное ценовое позиционирование и внешне похожий на седан, более популярный тип кузова в России, чем хетчбэк. Не случайно Rapid является самой популярной Škoda в стране, и входит в топ-15 самых продаваемых моделей на рынке. Производство продолжилось на заводе в Калуге, с сохранением линейки силовых агрегатов серии EA211: турбомотор 1.4 TSI (125 л.с.) в связке исключительно с 7-ступенчатой роботизированной КПП DSG, плюс два атмосферных мотора 1.6 MPI калужского производства, мощностью 90 л.с. (только в паре с 5-ступенчатой МКПП) и 110 л.с. (сочетаемый с 5-ступенчатой МКПП, либо 6-ступенчатым гидромеханическим автоматом Aisin японского производства). Приём заказов начался в марте 2020 года.
По мере развития производства российский Rapid стал получать новые версии и обзаводиться опциями, которые ранее не были доступны в стране. Так в течение 2020 года модель получила: систему мониторинга дистанции перед машиной, умеющую автоматически тормозить при риске столкновения, датчик усталости водителя, виртуальную комбинацию приборов с четырьмя вариантами отображения. В 2021 году впервые появилась версия Sport Edition, включающая различные внешние акценты снаружи (накладки на порогах, решётка радиатора, наружные зеркала и шильдики чёрного цвета, двухцветные 16-дюймовые легкосплавные диски) и внутри (сидения с красной прострочкой, чёрный потолок, руль с усеченным ободом, металлические накладки на педали).

## Двигатели и трансмиссия
Обзор двигателей, доступных для Rapid (NH3) и Rapid Spaceback (NH1):

### Бензиновые двигатели
| Название       | Период выпуска         | Код двигателя | Объём, тип, количество клапанов, особенности | Мощность при об/мин               | Крутящий момент при об/мин   | Число передач и тип КПП               | Макс.скорость | Разгон 0–100 км/ч [сек] | Средний расход топлива [л/100 км] | Выбросы CO2 [г/км] |
| -------------- | ---------------------- | ------------- | -------------------------------------------- | --------------------------------- | ---------------------------- | ------------------------------------- | ------------- | ----------------------- | --------------------------------- | ------------------ |
| 1.0 TSI 70 кВт | 2017–2019              | –             | 999 см3, I3, 12V DOHC                        | 70 кВт (95 л.с.) при 5500         | 160 Н*м при 3500             | 5-ступенчатая МКПП, 7-ступенчатая DSG | 187 км/ч      | 11                      | –                                 | –                  |
| 1.0 TSI 81 кВт | 2017–2019              | –             | 999 см3, I3, 12V DOHC                        | 81 кВт (110 л.с.) при 5600 об/мин | 200 Н*м при 3500 об/мин      | 6-ступенчатая МКПП                    | 200 км/ч      | 9.8                     | –                                 | –                  |
| 1.2 MPI 55 кВт | 2012–2015              | CGPC (EA111)  | 1198 см3, I3, 12V DOHC                       | 55 кВт (75 л.с.) при 5400 об/мин  | 112 Н*м при 3750 об/мин      | 5-ступенчатая МКПП (MQ200)            | 175 км/ч      | 13.9                    | 5.8                               | 134                |
| 1.2 TSI 63 кВт | 2012–2015              | CBZA (EA111)  | 1197 см3, I4, 8V SOHC, турбонаддув           | 63 кВт (86 л.с.) при 4800 об/мин  | 160 Н*м при 1500-3500 об/мин | 5-ступенчатая МКПП (MQ200)            | 183 км/ч      | 11.8                    | 5.1 (4.9)*                        | 119 (114*)         |
| 1.2 TSI 66 кВт | 2015–2019              | CJZC (EA211)  | 1197 см3, I4, 16V DOHC, турбонаддув          | 66 кВт (90 л.с.p) при 4400 об/мин | 160 Н*м при 1400-3500 об/мин | 5-ступенчатая МКПП (MQ200)            | 186 км/ч      | 11.2                    | 4.7                               | 107                |
| 1.2 TSI 77 кВт | 2012–2015              | CBZB (EA111)  | 1197 см3, I4, 8V SOHC, турбонаддув           | 77 кВт (105 л.с.) при 5000 об/мин | 175 Н*м при 1550-4100        | 6-ступенчатая МКПП (MQ200)            | 195 км/ч      | 10.3                    | 5.4 (5.0)*                        | 125 (116*)         |
| 1.2 TSI 81 кВт | 2015 – 2019            | CJZD (EA211)  | 1197 см3, I4, 16V DOHC, турбонаддув          | 81 кВт (110 л.с.) при 4600 об/мин | 175 Н*м при 1400-4000        | 6-ступенчатая МКПП (MQ200)            | 200 км/ч      | 9.8                     | 4.9                               | 110                |
| 1.4 TSI 90 кВт | 2012–2015              | CAXA (EA111)  | 1390 см3, I4, 16V DOHC, турбонаддув          | 90 кВт (122 л.с.) при 5000 об/мин | 200 Н*м при 1500-4000        | 7-ступенчатая DSG (DQ200)             | 206 км/ч      | 9.5                     | 5.8 (5.4)*                        | 134 (125*)         |
| 1.4 TSI 92 кВт | 2015 – настоящее время | CZEA (EA211)  | 1390 см3, I4, 16V DOHC, турбонаддув          | 92 кВт (125 л.с.) при 5000 об/мин | 200 Н*м при 1400-4000        | 7-ступенчатая DSG (DQ200)             | 208 км/ч      | 9.0                     | 4.8                               | 114                |
| 1.6 MPI 77 кВт | 2014–2015              | CFNA (EA111)  | 1598 см3, I4, 16V DOHC                       | 77 кВт (105 л.с.) при 5600        | 153 Н*м при 3800             | 5-ступенчатая МКПП (MQ200)            | 193 км/ч      | 10,6                    | 6,4                               | –                  |
| 1.6 MPI 77 кВт | 2014–2015              | CFNA (EA111)  | 1598 см3, I4, 16V DOHC                       | 77 кВт (105 л.с.) при 5600        | 153 Н*м при 3800             | 6-ступенчатая АКПП (AQ160)            | 192 км/ч      | 11,9                    | 7,5                               | –                  |
| 1.6 MPI 66 кВт | 2015 – настоящее время | CWVB (EA211)  | 1598 см3, I4, 16V DOHC                       | 66 кВт (90 л.с.) при 4200         | 155 Н*м при 3200-3800        | 5-ступенчатая МКПП (MQ200)            | 185 км/ч      | 11,4                    | 5,8                               | 109                |
| 1.6 MPI 81 кВт | 2015 – настоящее время | CWVA (EA211)  | 1598 см3, I4, 16V DOHC                       | 81 кВт (110 л.с.) при 5500-5800   | 155 Н*м при 3200-3800        | 5-ступенчатая МКПП (MQ200)            | 195 км/ч      | 10,3                    | 5,8                               | –                  |
| 1.6 MPI 81 кВт | 2015 – настоящее время | CWVA (EA211)  | 1598 см3, I4, 16V DOHC                       | 81 кВт (110 л.с.) при 5500-5800   | 155 Н*м при 3800-4000        | 6-ступенчатая АКПП (AQ160)            | 191 км/ч      | 11,6                    | 5,8                               | –                  |

### Дизельные двигатели
| Название                    | Период выпуска | Код двигателя | Объём, тип, количество клапанов, особенности | Мощность при об/мин        | Крутящий момент при об/мин | Число передач и тип КПП    | Макс.скорость | Разгон 0–100 км/ч [сек] | Средний расход топлива [л/100 км] | Выбросы CO2 [г/км] |
| --------------------------- | -------------- | ------------- | -------------------------------------------- | -------------------------- | -------------------------- | -------------------------- | ------------- | ----------------------- | --------------------------------- | ------------------ |
| 1.6 TDI CR 66 кВт           | 2013–2015      | CAYB (EA189)  | 1598 см3, I4, 16V common-rail, турбонаддув   | 66 кВт (90 л.с.) при 4200  | 180 Н*м при 2000           | 5-ступенчатая МКПП (MQ200) | 184 км/ч      | 12.0                    | 4.4 (3.9)*                        | 114 (104*)         |
| 1.6 TDI CR 66 кВт GreenLine | 2013–2015      | (EA189)       | 1598 см3, I4, 16V common-rail, турбонаддув   | 66 кВт (90 л.с.) при 4200  | 230 Н*м при 1500-2500      | 5-ступенчатая МКПП (MQ200) | 186 км/ч      | 12.0                    | 3.8                               | 99                 |
| 1.4 TDI CR 66 кВт           | 2015–2019      | CUSB (EA288)  | 1422 см3, I3, 12V common-rail, турбонаддув   | 66 кВт (90 л.с.) при 3500  | 230 Н*м при 1750-2500      | 5-ступенчатая МКПП (MQ200) | 183 км/ч      | 12.0                    | 3.6                               | 94                 |
| 1.6 TDI CR 66 кВт           | 2013–2015      | CAYB (EA189)  | 1598 см3, I4, 16V common-rail, турбонаддув   | 66 кВт (90 л.с.) при 4200  | 230 Н*м при 1500-2500      | 7-ступенчатая DSG (DQ200)  | 184 км/ч      | 12.2                    | 4.5                               | 118                |
| 1.4 TDI CR 66 кВт           | 2015–2019      | CUSB (EA288)  | 1422 см3, I3, 12V common-rail, турбонаддув   | 66 кВт (90 л.с.) при 3500  | 230 Н*м при 1750-2500      | 7-ступенчатая DSG (DQ200)  | 182 км/ч      | 12.5                    | 3.8                               | 99                 |
| 1.6 TDI CR 77 кВт           | 2012–2015      | CAYC (EA189)  | 1598 см3, I4, 16V common-rail, турбонаддув   | 77 кВт (105 л.с.) при 4400 | 250 Н*м при 1500-2500      | 5-ступенчатая МКПП (MQ200) | 190 км/ч      | 10.4                    | 4.4 (3.9)*                        | 114 (104*)         |
| 1.6 TDI CR 85 кВт           | 2015–2019      | CRKB (EA288)  | 1598 см3, I4, 16V common-rail, турбонаддув   | 85 кВт (115 л.с.) при 3500 | 250 Н*м при 1500-3000      | 5-ступенчатая МКПП (MQ200) | 201 км/ч      | 10.0                    | 4.2                               | 109                |

(*) Данные для автомобилей модификации Green tec, оснащёнными системами Start-Stop и рекуперации энергии, выделяющейся на торможении.

## Безопасность
Автомобиль прошёл тест Euro NCAP в 2012 году:
| Euro NCAP                                                           | Euro NCAP | Euro NCAP | Euro NCAP             |
| ------------------------------------------------------------------- | --------- | --------- | --------------------- |
| · общий рейтинг                                                     |           |           |                       |
| 94%                                                                 | 80%       | 69%       | 71%                   |
| взрослый пассажир                                                   | ребёнок   | пешеход   | активная безопасность |
| Протестированная модель: Škoda Rapid 1,2 TSI «Ambition», LHD (2012) |           |           |                       |

## SEAT Toledo IV
SEAT Toledo 4-го поколения являлся ребеджинговой версией Rapid, и выпускался в 2012—2019 годах. Автомобили практически полностью были идентичны по технической части, различались только внешним видом, и незначительно длиной (разница в 1 мм). Первая информация о лифтбэке, появилась в марте 2012 года. Через несколько дней концепт автомобиля представили на Женевском автосалоне. В июне 2012 Volkswagen заявил, что Rapid и Toledo будут близнецами. В сентябре оба автомобиля были представлены в серийном варианте на Парижском автосалоне. В краш-тесте Euro NCAP Toledo разбился абсолютно также, как и Rapid.
- Toledo, вид сзади
- Rapid, вид сзади